# Dornier Do 14
 Dornier Do 14 je bil nemški prototip hidroplana. Razvil ga je Dornier Flugzeugwerke ob podpori Luftwaffe za namene pogonske študije. Prototip je najbolj podoben letalu Dornier Do 12, ki je bilo prav tako amfibijsko letalo. Zgrajen je bil samo en primerek, imenovan D-Agon. Po opravljenih testih leta 1936 so leta 1937 odstranili motorje, dokončno je bil recikliran leta 1939.

## Specifikacije
Podatki iz 
Splošne značilnosti
- Posadka: 2
- Dolžina: 17,95 m (58 ft 11 in)
- Razpon kril: 23,34 m (76 ft 7 in)
- Višina: 8,35 m (27 ft 5 in)
- Teža praznega letala: 6.120 kg (13.492 lb)
- Bruto teža: 7.260 kg (16.006 lb)
- Pogon letala: 1 × BMW VId V-12 hidravlično-hlajeni batni motor, 560 kW (750 hp)

Zmogljivost
- Maks. hitrost: 446 km/h; 241 kn (277 mph)
- Doseg: 500 km (311 mi; 270 nmi)